# Héró és Leander
Héró és Leander Christopher Marlowe költeménye, amely a Héró és Leander görög mítoszát meséli el. Marlowe korai halála után George Chapman fejezte be. Egy költő, Henry Petowe egy alternatív befejezést adott ki a vershez. A verset először öt évvel Marlowe halála után adták ki, 1598-ban.

## Forma
A verset epilionnak, azaz „kis eposznak” is nevezhetjük: hosszabb, mint a líra vagy az elégiák, de inkább a szerelemmel foglalkozik, mint a hagyományos epikus témákkal, és van benne egy hosszabb kitérő – ebben az esetben Marlowe kitalált története arról, hogyan lettek a tudósok szegények..
Viszonylag rövid elbeszélő költemény, amely témájában, hangvételében vagy stílusában hasonlít egy eposzhoz.

## Megjelenés
A költeménynek két kiadása jelent meg 1598-ban Kvartóban: az egyik, amelyet Adam Islip nyomtatott Edward Blount könyvkereskedő számára, csak Marlowe eredeti művét tartalmazta, míg a másik, amelyet Felix Kingston nyomtatott Paul Linley számára, az eredetit és Chapman folytatását is tartalmazta. Egy harmadik kiadás is megjelent 1600-ban, amelyet John Flasket adott ki, és ő címlapot nyomtatott hozzá, amely azt hirdette, hogy az eredeti verset kiegészíti Marlowe Lucan Pharsalia I. könyvének fordítása, bár maga a könyv csupán Chapman részével egészíti ki. Az 1606-os, szintén Flasket által kiadott negyedik kiadás nem tartalmazta a Lucan-t egyáltalán, és ismét egyesítette Marlowe és Chapman verseit; ezt a formátumot követték a későbbi 17. századi kiadások (1609, 1613, 1629, 1637 és azután).

## Szereplők
- Héró: a szerelem és a szépség istennőjének (Vénusznak) papnője vagy híve Sestosban, aki szüzességi fogadalmat tett, annak ellenére, hogy a szerelem istennőjének hódol
- Leander: Abüdoszból származó ifjú
- Neptunusz: a tenger római istene

## Cselekmény
Héró és Leander, fiatal szerelmesek, akik a Dardanellák, a mai Északnyugat-Törökország területén lévő keskeny tengerszoros, Európát és Ázsiát elválasztó városokban élnek. Héró a szerelem és a szépség istennőjének (Vénusznak) papnője vagy híve Sestosban, aki szüzességi fogadalmat tett, annak ellenére, hogy a szerelem istennőjének hódol. Az istenségek, Vénusz és Adonisz tiszteletére rendezett ünnepségen meglátja őt Leander, a Dardanellák túlsó partján fekvő Abüdoszból származó ifjú. Leander beleszeret a lányba, és ő viszonozza, bár óvatosan, mivel szüzességi fogadalmat tett Vénusznak.
Leander meggyőzi őt, hogy hagyjon fel félelmeivel. Hős egy magas toronyban lakik, amely a vízre néz; ezért Leander megkéri a lányt, hogy gyújtson lámpást az ablakában, és megígéri, hogy minden éjjel átússza a Dardanellákat, hogy vele lehessen. A lány eleget tesz a kérésnek. Az első éjszakai úszás alkalmával Leandert észreveszi Neptunusz (a tenger római istene), aki összetéveszti Ganümédésszel, és az óceán fenekére viszi. Az isten felfedezi tévedését, és egy karkötővel együtt visszahozza a partra, amely állítólag megóvja a vízbefulladástól. Leander felbukkan a Dardanellákból, megtalálja Héró tornyát, és bekopogtat az ajtón, amit Héró kinyit, és ott találja őt teljesen meztelenül. A lány hagyja, hogy a férfi „a fülébe suttogjon, hízelegjen, ígérjen, tiltakozzon és egy sor szemérmes, félszívű kísérlet után, hogy „megvédje az erődöt”, megadja magát a boldogságnak. A vers hajnalhasadáskor szakad meg.

## Fordítások és feldolgozások
Héró és Leander első szesztina részlet Kiss Zsuzsa fordításában elérhető magyarul.
Samuel Pepys Zenés verzió Marlowe Héró És Leander műve alapján
William Shakespeare As You Like it. Az 53 oldalon található Héró és Leander utalás
„Dead shepherd, now I find thy saw of might:
“Who ever loved that loved not at first sight?”.
Act 3 Scene 5 Lines 86-87